# Grobowiec

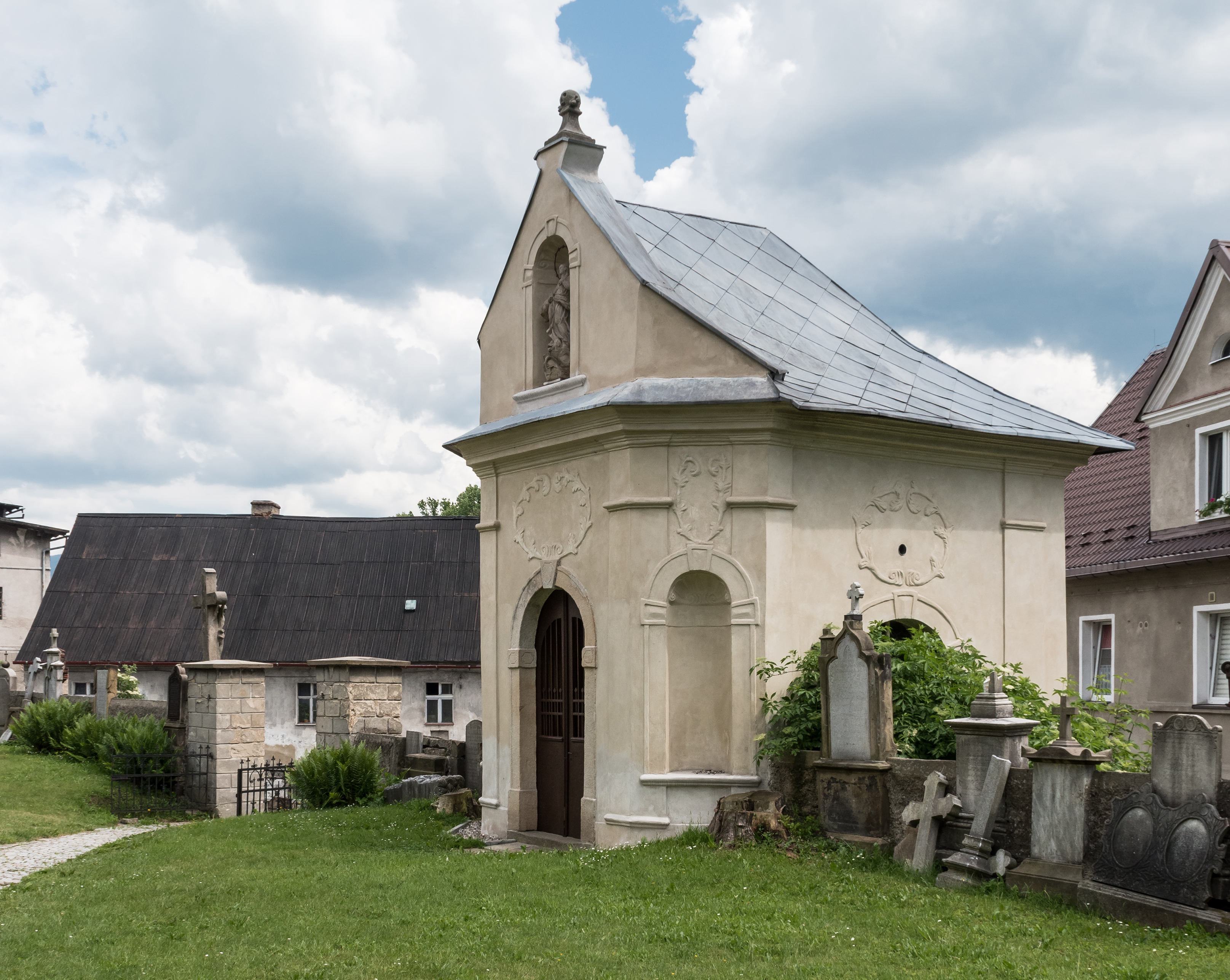
Kaplica grobowa w Domaszkowie

Grobowiec – okazały grób. Samodzielna budowla (kaplica grobowa), kompozycja architektoniczno-rzeźbiarska umieszczana w nawach bocznych, kaplicach, podziemiach kościołów albo nad podziemną mogiłą na cmentarzu.
Grobowce przybierały różne formy, np. piramid, hypogeum, tolosu, kubby.
W kompozycjach rzeźbiarskich wykorzystywano kształt sarkofagu, trumny, katafalku oraz wizerunek zmarłego w formie całej postaci lub portretu.